# Campus
Pour les articles homonymes, voir Campus (homonymie).

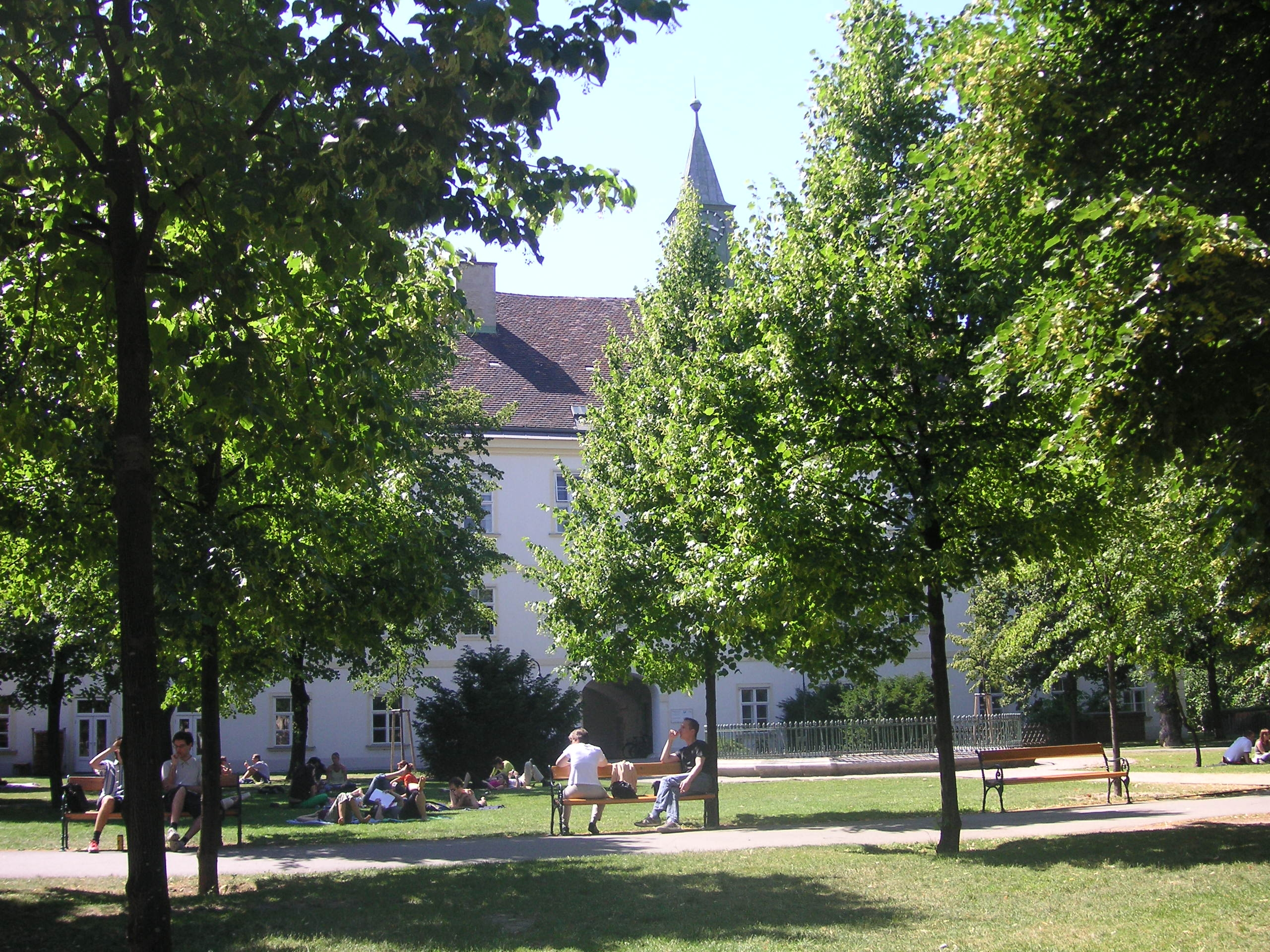
Campus de l'université de Vienne, en Autriche.

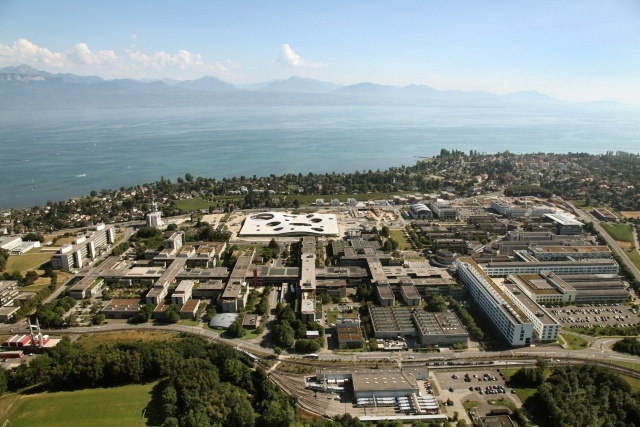
Vue aérienne (2009) de l'École polytechnique fédérale de Lausanne (EPFL), qui forme avec l'Université de Lausanne (UNIL) un vaste campus à proximité du lac Léman.

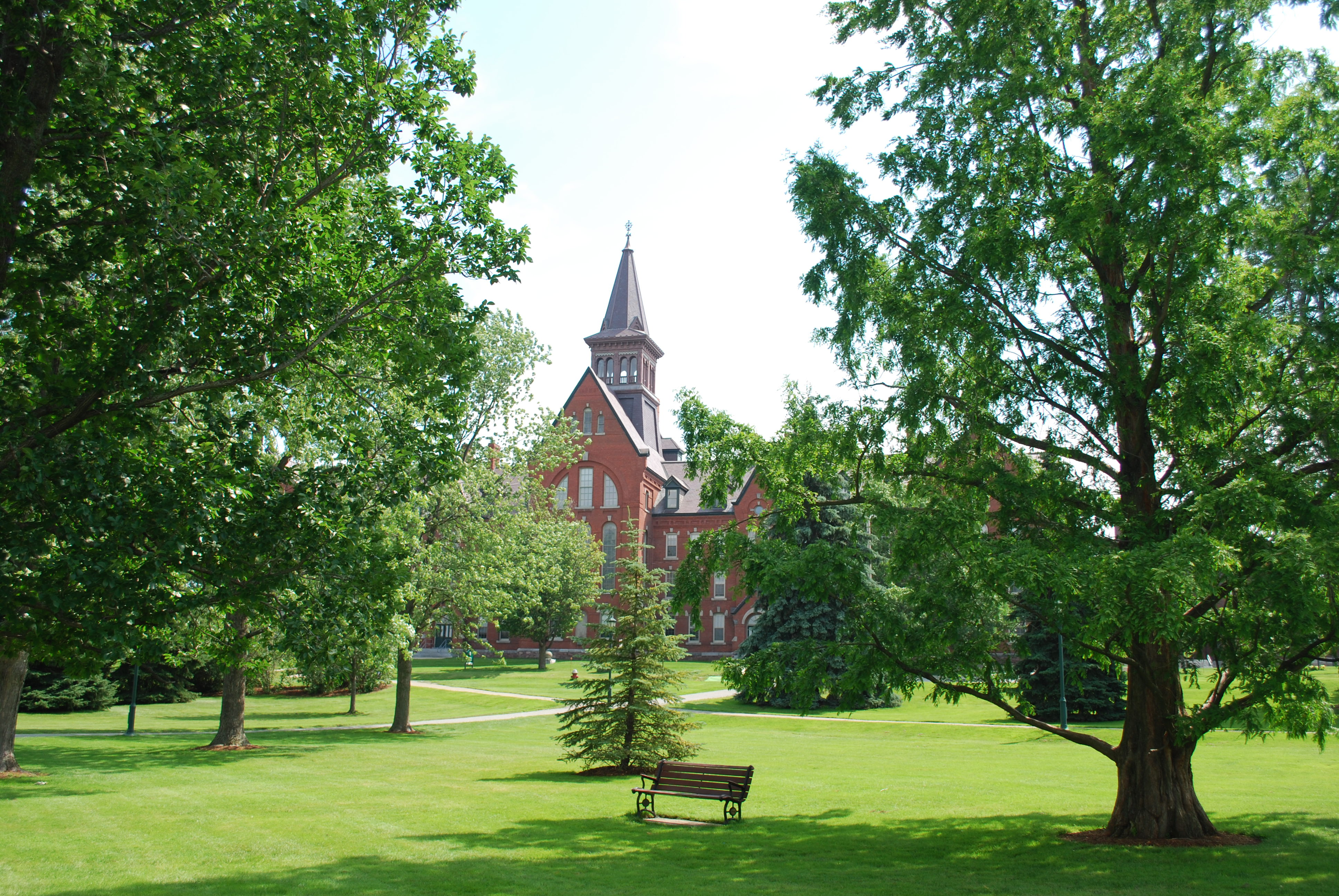
Campus de l'université du Vermont, à Burlington.

Un campus (du mot latin désignant un champ) est l'espace rassemblant les bâtiments et l'infrastructure d'une université ou d'une école. Ce parc inclut ainsi les bâtiments abritant entre autres salles de classe et de recherche, bibliothèques, restaurants, résidences universitaires et parfois complexes sportifs. Ce modèle contraste avec les hautes écoles (comme Oxford ou Cambridge) où les établissements s'éparpillent dans une ville.

## Histoire
Le mot est apparu pour la première fois pour désigner ce type d'espace urbain au Collège du New Jersey (université de Princeton) au début du XVIIIe siècle. D'autres établissements universitaires américains ont ensuite adopté ce mot pour décrire des espaces spécifiques au sein de leur propre institution, mais le mot campus ne désignait alors pas encore l'ensemble du terrain occupé par l'université. Les expressions de field et yard étaient également utilisées à cet effet.
La signification s'est ensuite élargie pour inclure l'ensemble de la propriété universitaire pendant le XXe siècle, certains endroits gardant l'ancien sens plus restrictif jusque dans les années 1950. Le terme s'est ensuite généralisé et a été adopté dans d'autres pays pour désigner un complexe universitaire. En France, le premier campus est créé à Caen (actuel campus 1).
Depuis la fin du XXe siècle, le sens du terme s'est encore élargi pour s'appliquer aux complexes de certaines entreprises, notamment lorsqu'ils consistent en plusieurs bâtiments entourés d'espaces verts. Le siège de Microsoft est ainsi désigné comme le Microsoft Campus à Redmond (Washington), et d'autres sociétés, souvent des entreprises américaines dans le domaine des techniques de pointe, utilisent également ce même terme pour désigner leur siège.

## Remarque linguistique
En français, la formulation « campus universitaire » est un pléonasme. En effet, un campus ne peut comprendre qu'un site universitaire. Ainsi les acceptions « campus militaire » ou encore « campus hospitalier » n'existent que dans le cadre d'une école militaire ou médicale.

## Usage dans la Silicon Valley et aux États-Unis
En anglais, le mot est aussi utilisé pour définir le siège social d'une entreprise. On le retrouve surtout lorsque l'on parle de géants sièges des industries de pointe (par exemple le Googleplex)[réf. nécessaire].

## Sociologie des campus
Les campus sont des lieux d'apprentissage, mais également éminemment sociopolitiques, marqués par des dynamiques sociales, culturelles et organisationnelles propres au contexte universitaire et de grandes écoles et autres établissements d'enseignement supérieur. 
De nombreux mouvements sociaux sont nés ou ont pris de l'ampleur sur des campus qui, selon Cédric Passard (2008), de par leurs spécificités ont pu catalyser des contestations, avec par exemple aux Etats-Unis en 1964, une révolte étudiante à Berkeley, qui a duré 4 mois, déclenchée par l'interdiction édictée par l'Université de distribuer des tracts sur le campus et d'y exercer toute activité politique, qui a conduite aux Sit-in (regroupant jusqu’à plus de 2000 étudiants) et à des mouvements de désobéissance civile, de défense des droits civiques, et de soutien à la liberté d'expression (FSM) et à la libération sexuelle ainsi qu'à une remise en cause de l’American Way of Life, et de la Guerre du Viêt Nam. Cette révolte étudiante a duré quatre mois et a été suivie de mouvements de contestation étudiante dans les autres campus américains, qui perduraient encore dans les années 1970, où a par exemple été expérimenté le Teach-in (d'abord en 1965, à l’Université du Michigan). En France, on peut citer le rôle majeur des étudiants dans les évènements et le mouvement de mai 1968.
Alors qu'en Europe et aux Etats-Unis, les mouvements étudiants de la première moitié du XXe siècle, notamment pendant les années 1930, étaient affiliés aux partis politiques traditionnels, les campus ont connu, dans le monde entier, à partir de la fin de la seconde guerre mondiale, un bouillonnement sociopolitique et un renouveau marqué par une indépendance aux partis politiques dominants, un refus de l’idéologie patriarcale, religieuse et libérale, avec une sensibilité marquée pour le rejet des autorités, la lutte contre les discriminations sociales, raciales, sexuelles, contre la Guerre du Viêt Nam. Cette contestation étudiante suscitant la naissance d’une « nouvelle gauche » (« New Left » aux USA) dont le Students for a Democratic Society (SDS) a été le symbole. Les campus des pays en développement ont quant à eux contribué aux luttes pour les indépendances et porcessus de décolonisation. Dans les pays de l'Est, des mouvements étudiants ont souvent été déclenchés par des questions de corruption, d'injustice sociale et de freins à la liberté d'expression.
Les campus universitaires sont aussi investis par des idéologies de droite et d'extrême droite, avec en France, par exemple, des syndicats étudiants comme le Groupe union défense puis la Cocarde étudiante et l'Union nationale inter-universitaire (UNI) qui y militent pour des valeurs conservatrices et nationalistes en cherchant à influencer la vie universitaire dont en participant aux élections des conseils centraux des universités (CROUS).